# شهید عبدالکریم ملکی
شهیدعبدالکریم‌ملکی، روستایی از توابع بخش مرکزی شهرستان اسلام‌آباد غرب در استان کرمانشاه ایران است.

## جمعیت
این روستا در دهستان حسن‌آباد قرار دارد و براساس سرشماری مرکز آمار ایران در سال ۱۳۸۵، جمعیت آن ۵۷۵ نفر (۱۳۷خانوار) بوده‌است.